# Fußball-Weltmeisterschaft 1990/England
Die englische Fußballnationalmannschaft bei der Fußball-Weltmeisterschaft 1990 in Italien:

## Qualifikation
Englands größter Konkurrent war Schweden in der Europa-Gruppe 2. Schweden wurde ohne Niederlage und zwei torlosen Unentschieden gegen die Engländer Gruppensieger. England qualifizierte sich als einer der beiden besten Zweiten der drei Vierergruppen. Polen war in der Gruppe nach vier Weltmeisterschaftsteilnahmen hintereinander in dieser Gruppe chancenlos.
Englische Spiele in der Qualifikation
|    | Land     | Sp. | S | U | N | Tore | Punkte |
| -- | -------- | --- | - | - | - | ---- | ------ |
| 1. | Schweden | 6   | 4 | 2 | – | 9:3  | 10:2   |
| 2. | England  | 6   | 3 | 3 | – | 10:0 | 9:3    |
| 3. | Polen    | 6   | 2 | 1 | 3 | 4:8  | 5:7    |
| 4. | Albanien | 6   | – | – | 6 | 3:15 | 0:12   |

| England  | – | Schweden | 0:0 |
| Albanien | – | England  | 0:2 |
| England  | – | Albanien | 5:0 |
| England  | – | Polen    | 3:0 |
| Schweden | – | England  | 0:0 |
| Polen    | – | England  | 0:0 |

## Kader
| 1          | Peter Shilton    | Derby County            | 117 | 18. September 1949 | 7 | – | – | – |
| 13         | Chris Woods      | Glasgow Rangers         | 15  | 14. November 1959  | – | – | – | – |
| 22         | David Seaman (2) | FC Arsenal              | 2   | 19. September 1963 | – | – | – | – |
| 22         | Dave Beasant (2) | FC Chelsea              | 2   | 20. März 1959      | – | – | – | – |
| Abwehr     |                  |                         |     |                    |   |   |   |   |
| 2          | Gary Stevens     | Glasgow Rangers         | 37  | 27. März 1963      | 2 | – | – | – |
| 3          | Stuart Pearce    | Nottingham Forest       | 20  | 24. April 1962     | 6 | – | 1 | – |
| 5          | Des Walker       | Nottingham Forest       | 14  | 26. November 1965  | 7 | – | – | – |
| 6          | Terry Butcher    | Glasgow Rangers         | 68  | 28. Dezember 1958  | 5 | – | – | – |
| 12         | Paul Parker      | Queens Park Rangers     | 4   | 4. April 1964      | 6 | – | 1 | – |
| 14         | Mark Wright      | Derby County            | 14  | 1. August 1963     | 6 | 1 | – | – |
| 15         | Tony Dorigo      | FC Chelsea              | 1   | 31. Dezember 1965  | 1 | – | – | – |
| Mittelfeld |                  |                         |     |                    |   |   |   |   |
| 4          | Neil Webb        | Manchester United       | 19  | 30. Juli 1963      | 1 | – | – | – |
| 7          | Bryan Robson     | Manchester United       | 82  | 11. Januar 1957    | 2 | – | – | – |
| 11         | John Barnes      | FC Liverpool            | 50  | 7. November 1963   | 5 | – | – | – |
| 16         | Steve McMahon    | FC Liverpool            | 10  | 20. August 1961    | 4 | – | 1 | – |
| 17         | David Platt      | Aston Villa             | 3   | 10. Juni 1966      | 6 | 3 | – | – |
| 18         | Steve Hodge      | Nottingham Forest       | 18  | 25. Oktober 1962   | – | – | – | – |
| 19         | Paul Gascoigne   | Tottenham Hotspur       | 7   | 27. Mai 1967       | 6 | – | 2 | – |
| 20         | Trevor Steven    | Glasgow Rangers         | 26  | 21. September 1963 | 3 | – | – | – |
| Angriff    |                  |                         |     |                    |   |   |   |   |
| 8          | Chris Waddle     | Olympique Marseille     | 48  | 14. Dezember 1960  | 7 | – | – | – |
| 9          | Peter Beardsley  | FC Liverpool            | 38  | 18. Januar 1961    | 5 | – | 1 | – |
| 10         | Gary Lineker     | Tottenham Hotspur       | 47  | 30. November 1960  | 7 | 4 | – | – |
| 21         | Steve Bull       | Wolverhampton Wanderers | 3   | 28. März 1965      | 4 | – | – | – |
| Trainer    |                  |                         |     |                    |   |   |   |   |
|            | Bobby Robson     |                         |     | 18. Februar 1933   |   |   |   |   |

## Englische Spiele bei der WM 1990
Vorrunde (Gruppe F)
- England – Irland 1:1 – Tore: 1:0 Lineker (9. Min.), 1:1 Sheedy (77. Min.)
- England – Niederlande 0:0
- England – Ägypten 1:0 – Tor: 1:0 Wright (58. Min.)

England wurde in dieser sehr engen Gruppe Erster, da es als einzige Mannschaft ein Spiel gewinnen konnte. Alle anderen Spiele gingen unentschieden aus.
Achtelfinale
- England – Belgien 1:0 n. V. – Tor: 1:0 Platt (119. Min.)

Viertelfinale
- England – Kamerun 3:2 n. V. – Tore: 1:0 Platt (25. Min.), 1:1 Kundé (61. Min. per Foulelfmeter), 1:2 Ekeke (65. Min.), 2:2 Lineker (83. Min. per Foulelfmeter), 3:2 Lineker (105. Min. per Foulelfmeter)

Halbfinale
- England – Deutschland 1:1 n. V., 3:4 n. E. – Tore: 0:1 Brehme (60. Min.), 1:1 Lineker (80. Min.)
  - Schützen im Elfmeterschießen: 1:0 Lineker, 1:1 Brehme, 2:1 Beardsley, 2:2 Matthäus, 3:2 Platt, 3:3 Riedle, Pearce scheitert an Illgner, 3:4 Thon, Waddle schießt über das Tor

Mit diesem Halbfinalspiel gegen Deutschland begann das Elfmeter-Trauma der Engländer, das die Turniere der nächsten Jahre begleiten sollte.
Spiel um Platz 3
- England – Italien 1:2 – Tore: 0:1 Baggio (71. Min.), 1:1 Platt (81. Min.), 1:2 Schillaci (86. Min. per Foulelfmeter)

England bestritt das beste Turnier seit der Fußball-Weltmeisterschaft 1966 und wurde Vierter. Die große Entdeckung des Turniers war der spielerisch starke Paul Gascoigne, der sich hier zum ersten Mal ins internationale Rampenlicht stellte.